# Angela Bloomfield
Pour les articles homonymes, voir Bloomfield.
Angela Bloomfield est une actrice et réalisatrice néo-zélandaise née le 11 ou le 16 décembre 1972 à Auckland en Nouvelle-Zélande.

## Filmographie

### Actrice

#### Cinéma
- 1995 : Bonjour Timothy : Vikki
- 1996 : Fantômes contre fantômes : Debra Bannister

#### Télévision
- 1996 - 1997 : Shortland Street (Saisons 5 et 6) : Rachel McKenna
- 2003 : Power Rangers : Force Cyclone (Saison 1, Épisode 31) : Leanne Omino
- 2007 : Ride with the Devil (Saison 1, Épisode) : Shona Pierce
- 2007 - 2011 : Shortland Street (Saisons 16, 19 et 20) : Rachel McKenna

### Réalisatrice
- 1999 : Jackson's Wharf (Saison 1, Épisode ??)
- 2009 : Go Girls (Saison 1, Épisodes 1, 2, 7 et 8)